# Vladislav Savic
Vladislav Savic, född 10 november 1956 i Jugoslavien, död 9 oktober 2021 i Hovås i Göteborg, var en svensk journalist.
Savic studerade statsvetenskap. Han började som nyhetsreporter vid Radio Väst 1978–1983 och var inrikesreporter vid SR Ekot 1983–1989 samt utrikeskorrespondent vid SR Ekot för Östeuropa och Sovjetunionen. Åren 1998–2011 var han utrikesreporter med stationeringar i bland annat Helsingfors, Baltikum och Moskva samt korrespondent för Sydosteuropa med stationering i Aten och Istanbul. Savic rapporterade även från andra delar av världen.
Savic fick lämna sitt arbete på Sveriges Radio efter att ha förskingrat pengar från sin arbetsgivare. Han verkade från 2011 fram till sin död som föreläsare och debattör om spelmissbruk. Savic är begravd på Östra kyrkogården i Göteborg.